# Afrikanske Unions mission i Sudan
Den Afrikanske unions mission i Sudan (AMIS) er en fredsbevarende styrke indsat af den Afrikanske Union (AU), der primært opererer i Sudans vestlige Darfur-region. Styrkens formål er at udfører fredsbevarende operationer i relation til Darfur-konflikten. Styrken blev oprettet i 2004 under FN mandat (resolution 1564), den første styrke der blev indsat var på 150 mand. I midten af 2005 var styrken vokset til i alt 7.000. 
AMIS er stadig den eneste eksterne militærstyrke i Darfur, men da missionen har været underfinansieret, har den endnu ikke effektivt været i stand til at begrænse voldshandlingerne. En større FN-styrke i Darfur blev vedtaget i september 2006, men den Sudanske regerings modstand mod den har hidtil forhindret effektueringen af dette. Da det mislykkedes at indsætte FN tropper blev AMIS’ mandat forlænget, mens konflikten fortsat eskalerede. 31. december 2007 er det planen at AMIS skal indgå som en del af FN-missionen United UNAMID.
Den mangelfulde udrustning af AMIS missionen betyder at FN forventer at volden i Da-fur fortsat vil eskalere indtil en mere effektiv afløsning kan indsættes. Nødhjælpsarbejdere udtaler at deres arbejde begrænses af stadige kampe mellem oprørsgrupper, regeringsstyrker og militser, og at situationen risikerede at udvikle sig til en humanitær krise i samme omfang som i 2003 og 2004. dengang betegnede FN krisen som den værste i verden.
FN's Sikkerhedsråd godkendte 31. juli 2007 den resolution der gav mandat til indsættelsen af en større fredsbevarende styrke i Darfur.